# Adolescencia
Adolescencia è un film del 1982 diretto da German Lorente.

## Trama
Gli adolescenti Lara e Jorge si innamorano e decidono di lasciare le loro famiglie per andare a vivere insieme.